# Lorenzo di Credi

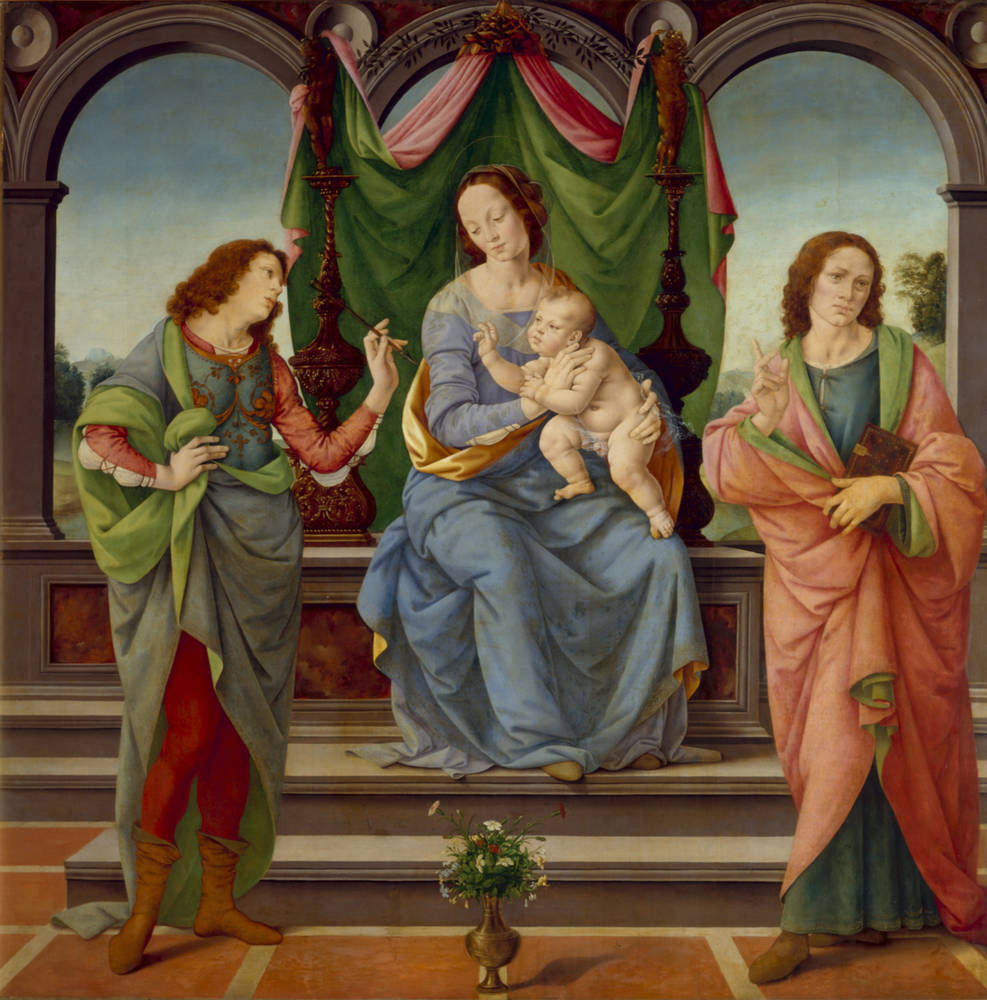
Mare de Déu amb Infant i dos sants, primeries del.

Lorenzo di Credi (Florència, c. 1459 – Florència, 12 de gener de 1537) va ser un pintor i escultor italià. En un primer moment va influir Leonardo da Vinci, però després va ser influït per aquest.

## Biografia
Va començar a treballar al taller d'Andrea del Verrocchio. Després de la mort del seu mestre va heretar-ne la direcció del taller. En aquest taller va fer la Madonna di Piazza per a la Catedral de Pistoia, i probablement també va col·laborar-hi en diverses escultures.
Entre les seues obres cal destacar una Anunciació que es conserva als Uffizi, una Mare de Déu amb Infant a la Galleria Sabauda de Torí i una Adoratció de l'Infant a la Querini Stampalia de Venècia. D'una època posterior són una Mare de Déu amb sants (Museu del Louvre) (1493) i una Adoració de l'Infant als Uffizi. A Fiesole va repintar part d'unes taules de Fra Angelico als altars de l'església de Sant Domènec.
A les seues obres de maduresa (com la Crucifixió del Museu de Gottingen, l'Anunciació de Cambridge i la Mare de Déu amb sants de Pistoia) s'hi veuen influències de Fra Bartolomeo, Perugino i del jove Rafael.
Més recentment, una de les obres de di Credi va cridar l'atenció dels estudiosos perquè el rostre de Caterina Sforza que s'hi representa mostrava un gran semblança amb la Mona Lisa de Leonardo da Vinci. Caterina Sforza era senyora de Forlì i d'Imola, i va ser empresonada per Cèsar Borja. El retrat, conegut també com La dama dei gelsomini, es troba a la Pinacoteca de Forlì.

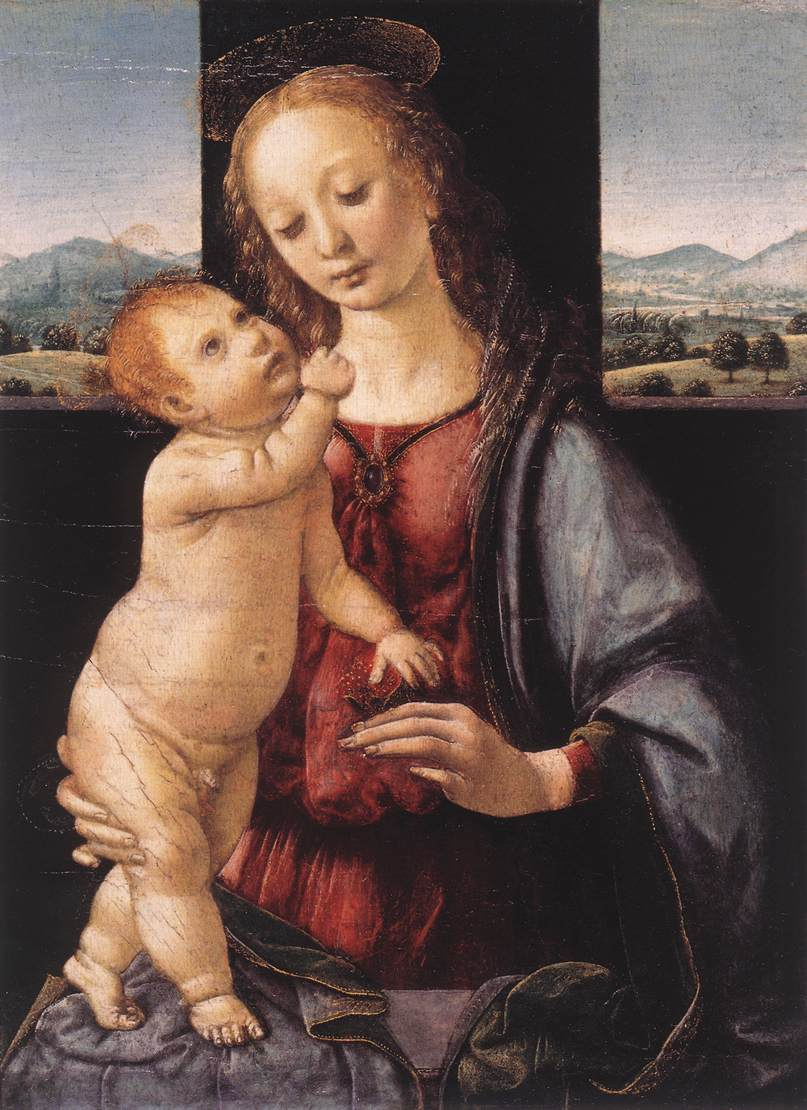
Madonna Dreyfus
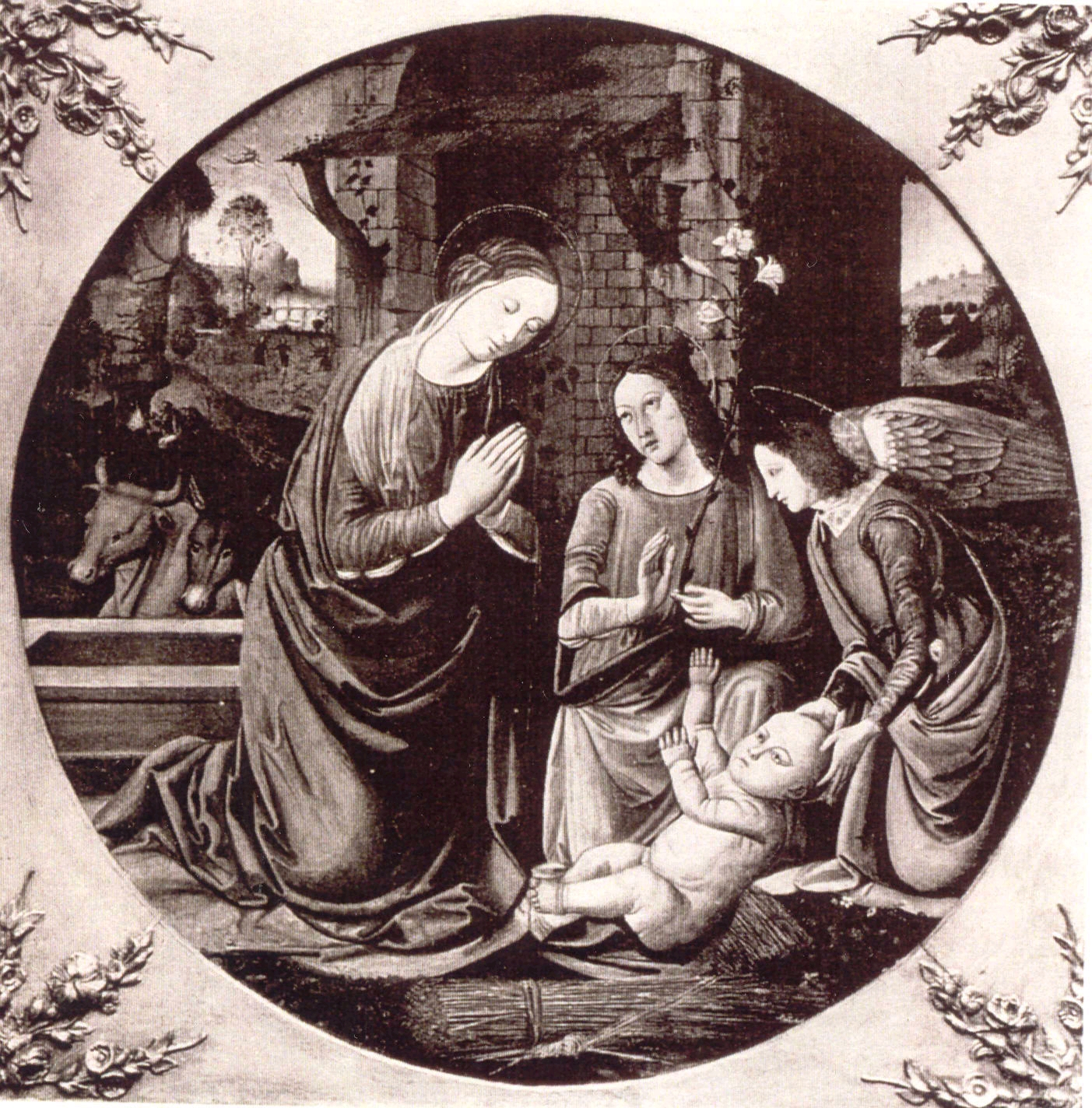
L'Adoració de l'Infant
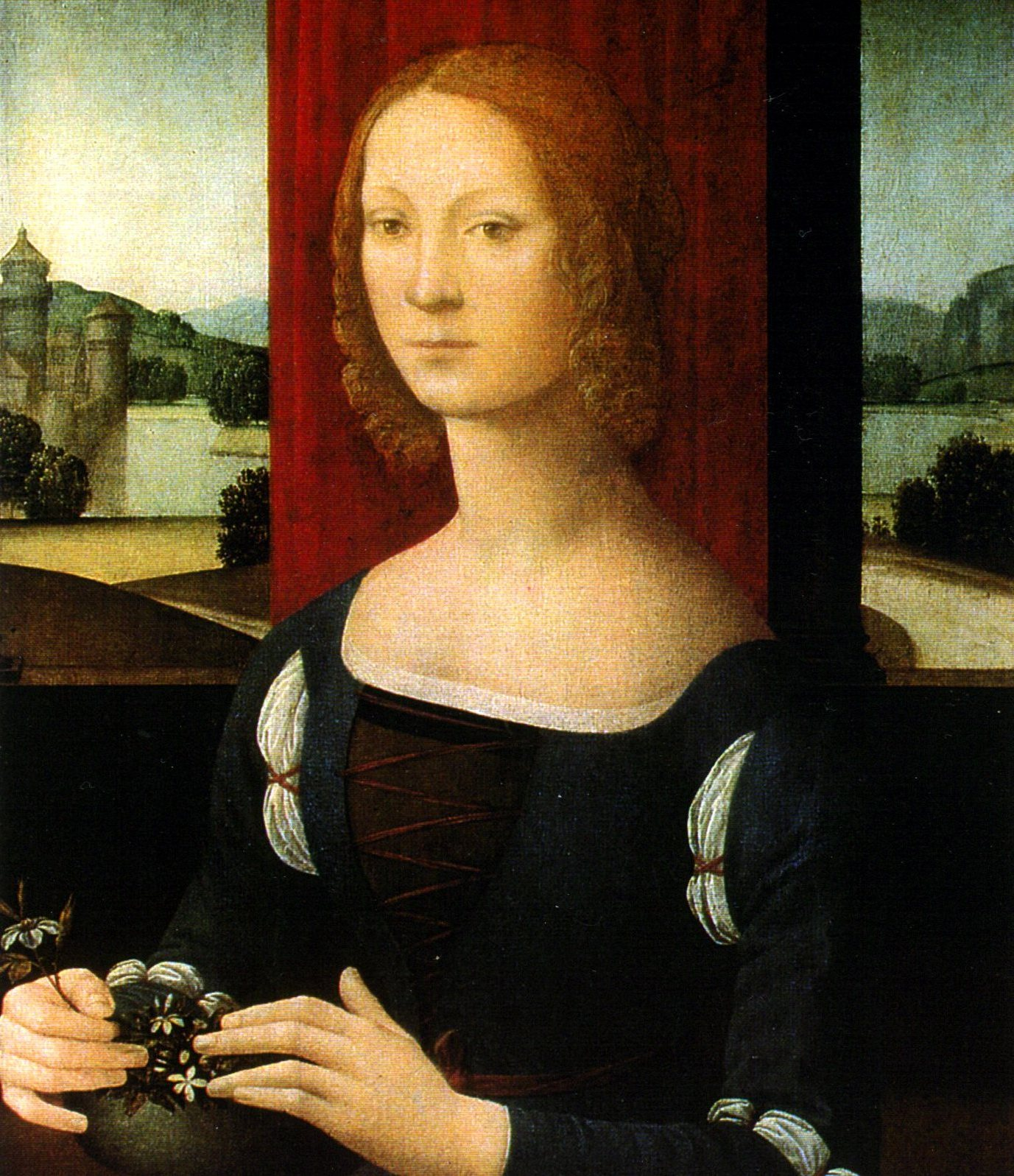
La dama dei gelsomini, retrat de Caterina Sforza
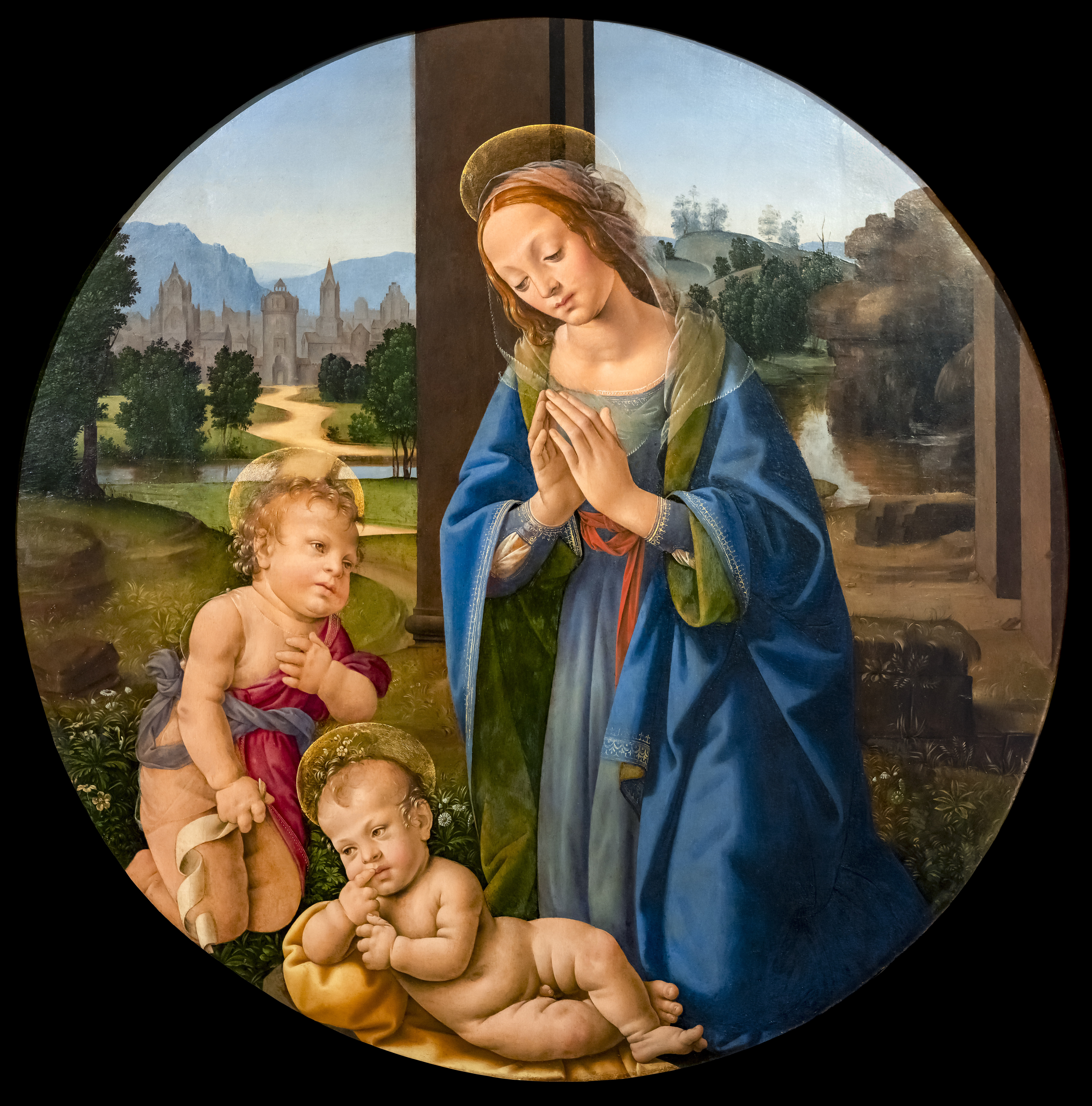
La nostra Mare de Déu i el jove Sant Joan Baptista que adoren el Nen